# 臺灣鐵路公司
國營臺灣鐵路股份有限公司，通稱臺灣鐵路公司、臺鐵公司，是臺灣鐵路的營運機構，由原臺灣鐵路管理局於2024年1月1日公司化轉型而來，為中華民國交通部全資持股的國營企業，亦為國際鐵路聯盟成員。

## 歷史
臺灣鐵路管理局公司化，走向現代企業組織型態的改革，最早是在2003年時發起討論。當時的行政院同意並且承諾，將由政府接收因配合政策營運造成的虧損負債，並且負擔臺鐵維修及購車的經費，不過歷經兩次政黨輪替，即使參與臺鐵組織改革相關計畫的學者和官員都認為應該盡快進行，公司化卻沒有任何實質進程，增加的只有臺鐵的負債。
2018年發生普悠瑪號列車出軌事故；2021年經歷北迴線太魯閣號列車出軌事故。至此政府終於下定決心，提出優先解決臺鐵組織文化與長期財務虧損問題，交通部修改及再次提出臺鐵公司化的規劃以及研擬母法草案，於2022年3月送進立法院審議。不過這個草案版本，卻沒有最主要的安全及營收的相關改革計畫。於是同年5月1日，臺灣鐵路工會發起並執行勞動節不加班運動，抗議未經協商的公司化母法草案；經過多次的草案修正協商，工會宣布取消「端午節不加班」。5月27日，立法院三讀通過《國營臺灣鐵路股份有限公司設置條例》，正式掛牌前將持續研議16項子法。
雖然尚有意見分歧待議，如預期出現員工離職與退休潮，臺灣鐵路管理局仍然依法於2024年1月1日正式掛牌改制「國營臺灣鐵路股份有限公司」，依據公司化條文協商結果，交通部將臺鐵局時期的債務全數轉移至鐵道局並設立償債基金。臺鐵公司估計現金流的部分將於2026年可以轉虧為盈，而最關鍵的票價凍漲28年的問題，學者及專家都建議不應忽視要儘早規劃，否則只是清零後重新負債。。同年1月12日，行政院核定通過臺鐵償債基金計劃，鐵道局將啟動修法，移撥臺鐵4大主要資產，現為國家鐵道博物館的臺北機廠，土地部分將列入容積轉移協助償債。

## 組織架構

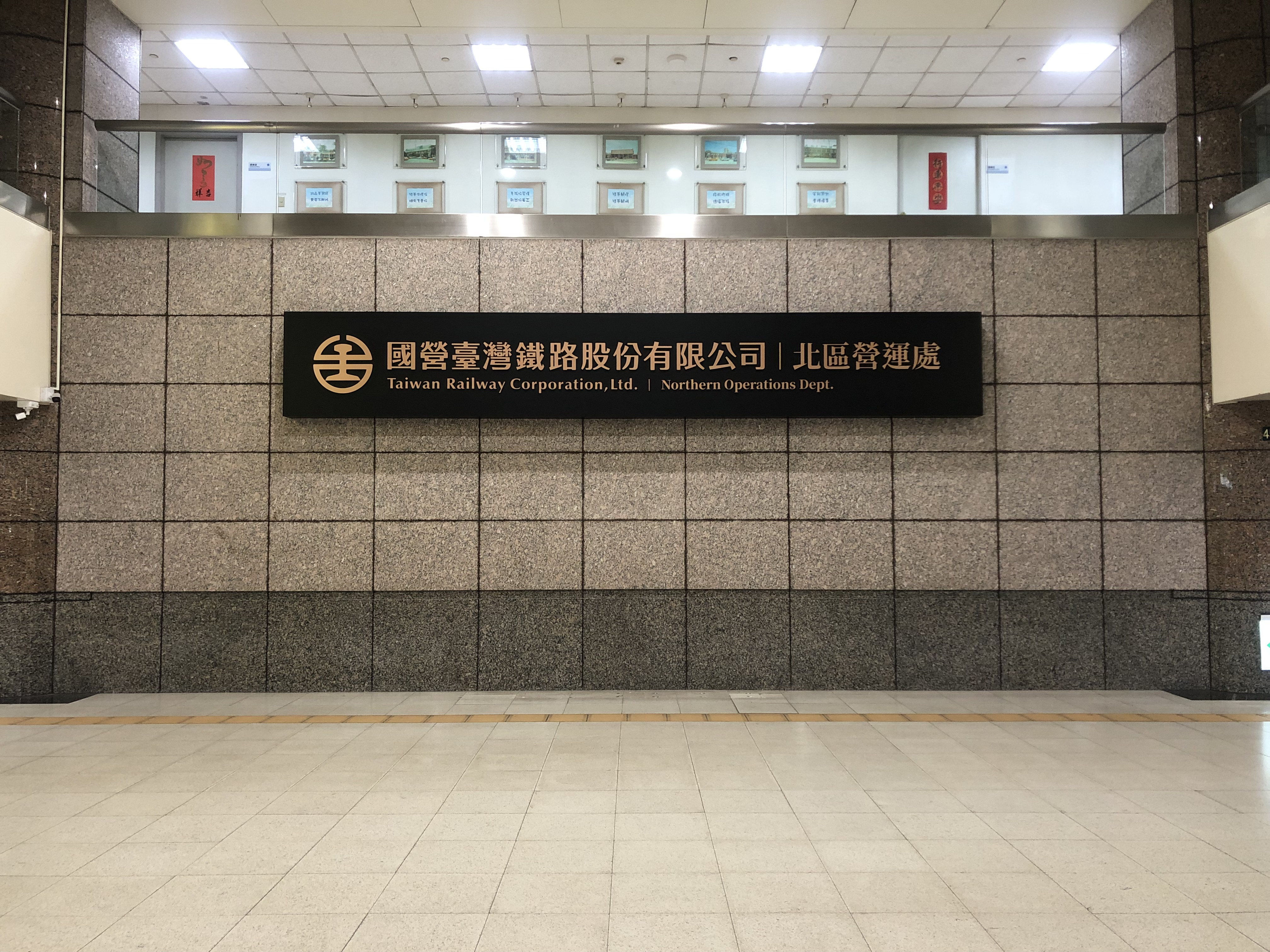
位於板橋車站內的北區營運處

臺鐵公司化後組織將進行改造，依據《國營臺灣鐵路股份有限公司設置條例》規定組成董事會，成員有董事長、董事成員及監察人，內部單位包括稽核室及秘書室；總經理下置副總經理、襄理及助總經理。營運方面，設有17個局處單位，以及附業營運處，資產開發處及北區、中區、南區及東區營運處等6個分支機構；另設廠、段、中心、隊、所、分處等49個派出單位。
組織改造中，除了董事會成立之外，另一個研議重點是關於運務、工務、機務及電務4個處。這4個處在臺鐵局時期各為平行單位，直屬總部中央管理，未建立有效橫向溝通管道，第一階段將改變為由各處督導分轄管區域，成立北、中、南及東4個分區營業處，不用再透過總部下達指令。2024年1月1日，北中南東4個營運處同時成立揭牌，其中原本的花蓮運務段整合了宜蘭段及台東段成立東區營運處，為臺鐵公司路線管轄最長的營運處。未來待臺鐵公司運作穩定之後，會將單位再下放，完全分區管理。

## 歷任首長
| 任別   | 姓名   | 就職時間      | 卸任時間      | 備註                 |
| 董事長 | 董事長 | 董事長        | 董事長        | 董事長               |
| ------ | ------ | ------------- | ------------- | -------------------- |
| 1      | 杜微   | 2024年1月1日  | 2025年3月20日 | 原臺灣鐵路管理局局長 |
| 代     | 伍勝園 | 2025年3月21日 | 2025年6月15日 | 交通部政務次長代理   |
| 2      | 鄭光遠 | 2025年6月16日 | 現任          | 原台灣高鐵公司董事長 |

| 任別   | 姓名   | 就職時間     | 卸任時間 | 備註                   |
| 總經理 | 總經理 | 總經理       | 總經理   | 總經理                 |
| ------ | ------ | ------------ | -------- | ---------------------- |
| 1      | 馮輝昇 | 2024年1月1日 | 現任     | 原臺灣鐵路管理局副局長 |

### 引用來源
1. ↑  . 中華民國經濟部. 2024-01-01  [2024-01-01]. （原始内容存档于2024-01-12） （中文（臺灣））.
2. Duncan DeAeth. . 台灣英文新聞. 2024-01-01  [2024-01-01]. （原始内容存档于2024-01-05） （英语）.
3. ↑  . 臺鐵公司.   [2024-01-01]. （原始内容存档于2024-01-12） （中文（臺灣））.
4. ↑   (PDF). 行政院. 2022-05-27  [2022-05-27]. （原始内容 (PDF)存档于2022-06-09） （中文（臺灣））.
5. ↑  盧逸峰. . 聯合新聞網. 2022-05-27  [2022-05-27]. （原始内容存档于2022-07-11） （中文（臺灣））.
6. ↑  呂晏慈. . ETtoday新聞雲. 2022-05-27  [2022-05-27]. （原始内容存档于2022-06-11） （中文（臺灣））.
7. ↑  . 中華民國交通部.   [2024-07-08]. （原始内容存档于2024-07-08）.
8. ↑  . UIC.   [2024-07-08]. （原始内容存档于2024-05-30）.
9. 1 2 3  蔡立勳. . 天下雜誌. 2023-10-20  [2024-01-01]. （原始内容存档于2023-06-11） （中文（臺灣））.
10. 1 2 3  嚴文廷. . 報導者. 2022-03-28  [2023-12-27]. （原始内容存档于2023-12-27） （中文（臺灣））.
11. ↑  鄭瑋奇. . 自由時報電子報. 2021-04-03  [2023-12-27]. （原始内容存档于2023-12-27） （中文（臺灣））.
12. ↑  嚴文廷. . 報導者. 2022-05-01  [2023-12-27]. （原始内容存档于2023-12-27） （中文（臺灣））.
13. ↑  鄭瑋奇. . 自由時報電子報. 2022-05-26  [2023-12-27]. （原始内容存档于2023-12-27） （中文（臺灣））.
14. ↑  黃立偉; 張國樑. . 公視新聞網 (台北[市]). 2022-05-27  [2022-05-27]. （原始内容存档于2022-06-11） （中文（臺灣））.
15. ↑  鄭瑋奇. . ETtoday新聞雲. 2022-07-08  [2022-07-08]. （原始内容存档于2022-07-10） （中文（臺灣））.
16. ↑  林敬殷. . 中央社. 2023-11-16  [2023-12-27]. （原始内容存档于2023-12-27） （中文（臺灣））.
17. ↑  張乃宣. . 華視新聞. 2023-03-15  [2024-01-01]. （原始内容存档于2024-01-01） （中文（臺灣））.
18. ↑  李琦瑋. . NOWnews今日新聞. 2023-11-16  [2023-12-27]. （原始内容存档于2023-12-27） （中文（臺灣））.
19. ↑  薛宜家; 林志堅. . 公視新聞網. 2023-12-18  [2023-12-27]. （原始内容存档于2023-12-28） （中文（臺灣））.
20. ↑  楊文琪. . 經濟日報. 2023-11-24  [2023-12-27]. （原始内容存档于2023-12-27） （中文（臺灣））.
21. ↑  黃義書. . 聯合新聞網. 2024-01-01  [2024-01-01]. （原始内容存档于2024-01-02） （中文（臺灣））.
22. 1 2  李姿慧. . ETtoday新聞雲. 2023-01-19  [2024-01-20]. （原始内容存档于2024-01-21） （中文（臺灣））.
23. ↑  楊晏琳. . 三立新聞網. 2024-01-01  [2024-01-01]. （原始内容存档于2024-01-12） （中文（臺灣））.
24. 1 2  . 臺鐵公司.   [2024-01-01]. （原始内容存档于2024-01-12） （中文（臺灣））.
25. 1 2  鄭瑋奇. . 自由時報. 2023-02-08  [2024-01-11]. （原始内容存档于2024-01-11） （中文（臺灣））.
26. ↑  花孟璟. . 自由時報. 2023-07-14  [2024-01-11]. （原始内容存档于2024-01-11） （中文（臺灣））.
27. ↑  黃子暘. . 自由時報. 2024-01-01  [2024-01-11]. （原始内容存档于2024-01-11） （中文（臺灣））.
28. ↑  廖威凌. . 更生新聞網. 2024-01-01  [2024-01-11]. （原始内容存档于2024-01-11） （中文（臺灣））.
29. 1 2  鄭瑋奇. . 自由時報. 2023-10-19  [2023-12-27]. （原始内容存档于2023-10-23） （中文（臺灣））.

### 外部參考
- . 焦點事件. 台灣焦點通訊社.   [2023-12-27]. （原始内容存档于2023-12-27） （中文（臺灣））.
- 魏豫綾.  (PDF). 新北勞工局 高中職師資培訓營.   [2024-01-01]. （原始内容存档 (PDF)于2024-01-01） （中文（臺灣））.

## 外部連結
- 國營臺灣鐵路股份有限公司（繁體中文）（简体中文）（英文）（日語）